# Erie (Colorado)
Erie è una città degli Stati Uniti d'America, situata nelle contee di Boulder e di Weld, nello Stato del Colorado. Nel 2020 la popolazione era censita in 30.038 abitanti, un aumento di +65,64% da 2010. 17.387 (58%) dei abitanti vivono nella Contea di Weld e 12.651 (42%) vivono nella Contea di Boulder. Prende il nome da Erie, Pennsylvania, l'origine del colono Richard Van Valkenburg.
Erie fa parte dell'area metropolitana di Denver-Aurora e del Front Range Urban Corridor. Si trova subito ad ovest dell'Interstate 25, con facile accesso all'Interstate 70, all'Aeroporto Internazionale di Denver e all'intero Front Range del Colorado.